# Пирамида Сехемхета
Пирами́да Сехемхе́та (также погребённая пирамида) — незавершённая ступенчатая пирамида. Построена ок. 2645 г. до н. э. вблизи Саккара. Является второй пирамидой, построенной в Древнем Египте для фараона Сехемхета. В настоящее время сохранились лишь руины пирамиды, доступные для посещения туристами, кроме подземных помещений.

## История
Пирамида Сехемхета была неизвестна до 1951 года, пока археолог Мухаммед Закария Гонейм не заметил квадратную форму в пустыне во время раскопок. Он раскопал часть стены ограды, которая была похожа на комплекс Ступенчатой пирамиды. Размеры недостроенной стены составляли 550 × 200 метров. Имя фараона, построившего пирамиду, до некоторого времени было неизвестно. Однако, многие египтологи были уверены, что это был один из потомков Джосера, так как сооружение располагалось близко к его пирамиде. В 1954 году было обнаружено здание, являющееся незаконченной ступенчатой пирамидой. Оно состояло лишь из нижней и частично второй ступеней пирамиды. Высота руин — около 10 метров, однако размеры его квадратного основания — по 120 метров. Видимо, пирамида строилась по спланированному проекту. Если бы строительство было доведено до конца, высота памятника составила бы около 70 метров, что на 10 метров выше, чем у Ступенчатой пирамиды.
Во время раскопок, Гонейм нашёл ряд предметов: кости животных, папирусы и каменные сосуды эпохи III династии Древнего Египта. В одной из деревянных шкатулок, украшенной золотом, были обнаружены золотые браслеты и бусы.
31 мая 1954 года удалось проникнуть за одну из закрытых стен, где была обнаружена погребальная камера. Внутри комнаты находился алебастровый саркофаг, вырезанный из цельного блока с вертикальной крышкой. Однако, 26 июня 1954, после больших трудностей по разблокированию и подъёму крышки, саркофаг был открыт и оказался пуст.
После самоубийства Гонейма 12 января 1959 исследование руин приостановились. В 1963 году раскопки были вновь возобновлены Жаном-Филиппом Лауэром.

## Комплекс

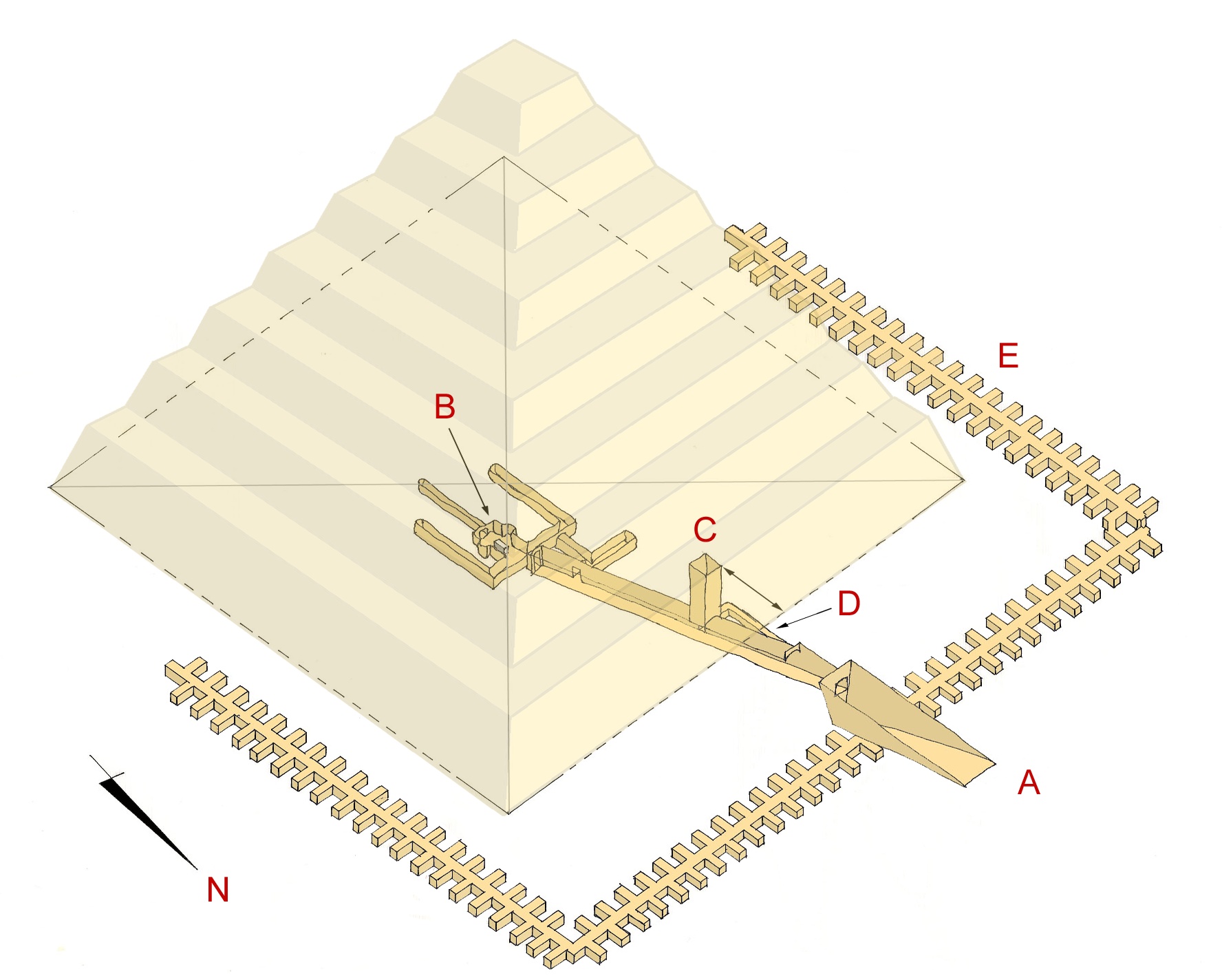
Схематичное изображение комплекса пирамиды

Комплекс пирамиды Сехемхета был построен к юго-западу от пирамиды Джосера в Саккара и включает в себя пирамиду, подземную структуру и некрополь.
На одной из стен, окружающих пирамиду, было обнаружено имя Имхотепа, что делает возможным его участие в строительстве пирамиды.

### Некрополь
Расположение некрополя выстроено с севера на юг, но с отклонением точности около 11°. Характерной чертой этой части памятника является внутренняя стена известняка, покрытого красными рисунками.
Неизвестно, какое количество погребальных камер и комнат должно было бы располагаться в подземельях по первоначальному плану. В 1963 году была найдена южная гробница размерами 32 × 16 метров — за замурованной стеной находился деревянный гроб, внутри которого находились останки неопознанного двухлетнего ребёнка. Историки полагают, что ребёнок не может быть фараоном Сехемхетом, так как он представлен взрослым в рисунках из копи Вади-Магара в Синае.